# Cléty
Cléty és un municipi francès situat al departament del Pas de Calais i a la regió dels Alts de França. L'any 2007 tenia 645 habitants.

## Demografia

### Població
El 2007 la població de fet de Cléty era de 645 persones. Hi havia 234 famílies de les quals 39 eren unipersonals (16 homes vivint sols i 23 dones vivint soles), 74 parelles sense fills, 94 parelles amb fills i 27 famílies monoparentals amb fills.
La població ha evolucionat segons el següent gràfic:
Habitants censats

### Habitatges
El 2007 hi havia 249 habitatges, 237 eren l'habitatge principal de la família, 2 eren segones residències i 10 estaven desocupats. 242 eren cases i 5 eren apartaments. Dels 237 habitatges principals, 197 estaven ocupats pels seus propietaris, 38 estaven llogats i ocupats pels llogaters i 2 estaven cedits a títol gratuït; 1 tenia una cambra, 1 en tenia dues, 23 en tenien tres, 46 en tenien quatre i 166 en tenien cinc o més. 199 habitatges disposaven pel capbaix d'una plaça de pàrquing. A 88 habitatges hi havia un automòbil i a 134 n'hi havia dos o més.

### Piràmide de població
La piràmide de població per edats i sexe el 2009 era:
| Homes | Edats   | Dones |
| ----- | ------- | ----- |
| 0     | 95 o +  | 0     |
| 0     | 90 a 94 | 0     |
| 0     | 85 a 89 | 0     |
| 0     | 80 a 84 | 12    |
| 12    | 75 a 79 | 4     |
| 0     | 70 a 74 | 20    |
| 4     | 65 a 69 | 8     |
| 12    | 60 a 64 | 4     |
| 4     | 55 a 59 | 4     |
| 16    | 50 a 54 | 4     |
| 36    | 45 a 49 | 24    |
| 16    | 40 a 44 | 28    |
| 20    | 35 a 39 | 20    |
| 20    | 30 a 34 | 8     |
| 20    | 25 a 29 | 32    |
| 20    | 20 a 24 | 12    |
| 16    | 15 a 19 | 24    |
| 16    | 10 a 14 | 52    |
| 20    | 5 a 9   | 16    |
| 8     | 0 a 4   | 16    |

## Economia
El 2007 la població en edat de treballar era de 423 persones, 325 eren actives i 98 eren inactives. De les 325 persones actives 301 estaven ocupades (167 homes i 134 dones) i 25 estaven aturades (8 homes i 17 dones). De les 98 persones inactives 35 estaven jubilades, 28 estaven estudiant i 35 estaven classificades com a «altres inactius».

### Ingressos
El 2009 a Cléty hi havia 237 unitats fiscals que integraven 662 persones, la mediana anual d'ingressos fiscals per persona era de 17.629 €.

### Activitats econòmiques
Dels 22 establiments que hi havia el 2007, 2 eren d'empreses alimentàries, 1 d'una empresa de fabricació d'altres productes industrials, 6 d'empreses de construcció, 6 d'empreses de comerç i reparació d'automòbils, 1 d'una empresa de transport, 1 d'una empresa d'hostatgeria i restauració, 2 d'empreses de serveis i 3 d'empreses classificades com a «altres activitats de serveis».
Dels 7 establiments de servei als particulars que hi havia el 2009, 1 era un taller de reparació d'automòbils i de material agrícola, 2 paletes, 1 guixaire pintor, 1 perruqueria, 1 restaurant i 1 saló de bellesa.
Dels 2 establiments comercials que hi havia el 2009, 1 era una botiga de menys de 120 m² i 1 una botiga de material de revestiment de parets i terra.
L'any 2000 a Cléty hi havia 10 explotacions agrícoles que ocupaven un total de 440 hectàrees.

## Equipaments sanitaris i escolars
El 2009 hi havia una escola elemental integrada dins d'un grup escolar amb les comunes properes formant una escola dispersa.

## Poblacions més properes
El següent diagrama mostra les poblacions més properes.